# Larnod
Pour l’article ayant un titre homophone, voir Larnaud.
Larnod est une commune française située dans le département du Doubs, la région culturelle et historique de Franche-Comté et la région administrative Bourgogne-Franche-Comté.
Ses habitants sont appelés les Larnods ou les Larnodiens et Larnodiennes.
La commune fait partie de l'arrondissement de Besançon, du canton de Besançon-6 et de Grand Besançon Métropole.

## Géographie
Le village se situe à 5 km au sud-ouest de Besançon. Il existe une continuité de la partie agglomérée, mais on distingue Larnod-village et Larnod-gare (village-bas) reliés par des lotissements et la Maltournée. Jusqu'au milieu du XIXe siècle, les routes royales 67 (St Dizier-Lausanne) et 83 (Lyon-Strasbourg) venant de Beure se séparaient à ce dernier lieu-dit : la R.R. 83 partait en direction du relais de poste  (la Diligence) et de Busy alors que la R.R. 67 gagnait Pugey puis Ornans via Mérey-sous-Montrond.
Le Vetret est un ruisseau qui s'écoule dans le vallon orienté nord-sud à l'est du village. Après 2,5 km il disparaît dans le Fond du bief, perte située à l'est de la Grange rouge (commune de Busy).

### Transport
La commune est desservie par les lignes  51  et  86  du réseau de transport en commun Ginko.

### Climat
Pour des articles plus généraux, voir Climat de la Bourgogne-Franche-Comté et Climat du Doubs.
En 2010, le climat de la commune est de type climat de montagne, selon une étude du Centre national de la recherche scientifique s'appuyant sur une série de données couvrant la période 1971-2000. En 2020, Météo-France publie une typologie des climats de la France métropolitaine dans laquelle la commune est exposée à un climat semi-continental et est dans la région climatique  Jura, caractérisée par une forte pluviométrie en toutes saisons (1 000 à 1 500 mm/an), des hivers rigoureux et un ensoleillement médiocre. 
Pour la période 1971-2000, la température annuelle moyenne est de 10,1 °C, avec une amplitude thermique annuelle de 17,3 °C. Le cumul annuel moyen de précipitations est de 1 258 mm, avec 13,5 jours de précipitations en janvier et 9,7 jours en juillet. Pour la période 1991-2020, la température moyenne annuelle observée sur la station météorologique de Météo-France la plus proche, « Besançon », sur la commune de Besançon à 7 km à vol d'oiseau, est de 11,4 °C et le cumul annuel moyen de précipitations est de 1 157,0 mm. 
La température maximale relevée sur cette station est de 40,3 °C, atteinte le 28 juillet 1921 ; la température minimale est de −20,7 °C, atteinte le 9 janvier 1985,,. 
Les paramètres climatiques de la commune ont été estimés pour le milieu du siècle (2041-2070) selon différents scénarios d'émission de gaz à effet de serre à partir des nouvelles projections climatiques de référence DRIAS-2020. Ils sont consultables sur un site dédié publié par Météo-France en novembre 2022.

## Urbanisme

### Typologie
Au 1er janvier 2024, Larnod est catégorisée commune rurale à habitat dispersé, selon la nouvelle grille communale de densité à 7 niveaux définie par l'Insee en 2022.
Elle est située hors unité urbaine. Par ailleurs la commune fait partie de l'aire d'attraction de Besançon, dont elle est une commune de la couronne,. Cette aire, qui regroupe 310 communes, est catégorisée dans les aires de 200 000 à moins de 700 000 habitants,.

### Occupation des sols
L'occupation des sols de la commune, telle qu'elle ressort de la base de données européenne d’occupation biophysique des sols Corine Land Cover (CLC), est marquée par l'importance des territoires agricoles (47,5 % en 2018), en diminution par rapport à 1990 (49 %). La répartition détaillée en 2018 est la suivante : forêts (37,5 %), zones agricoles hétérogènes (31,3 %), prairies (16,2 %), zones urbanisées (15 %). L'évolution de l’occupation des sols de la commune et de ses infrastructures peut être observée sur les différentes représentations cartographiques du territoire : la carte de Cassini (XVIIIe siècle), la carte d'état-major (1820-1866) et les cartes ou photos aériennes de l'IGN pour la période actuelle (1950 à aujourd'hui).

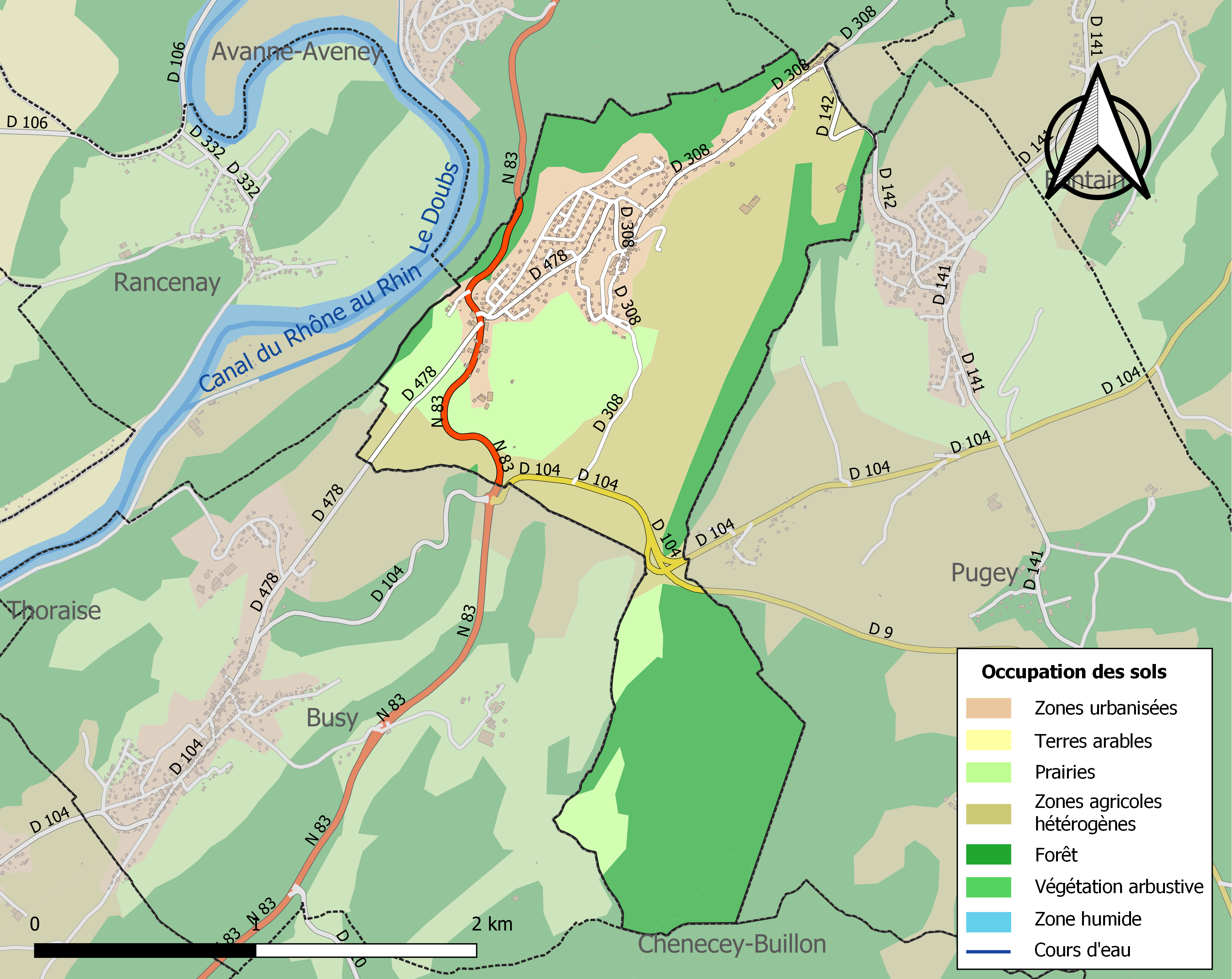
Carte des infrastructures et de l'occupation des sols de la commune en 2018 (CLC).

## Toponymie
Lerno en 1304 ; Larnod en 1583 ; Larnoz en 1581 ; Larnaud, Larnoz en 1776 ; Larnaud, Larnod depuis 1830.

## Histoire
Son nom indique que le village se situe sur la colline, ce qui explique son développement au cours des siècles. Très longtemps seul le haut du village était habité, puisque communiquant avec Pugey, Arguel ou encore Beure et donc Besançon. C'était un village très rural, la plupart des gens vivant de l'agriculture. Il ne comptait pas plus de 150 à 200 habitants et dépendait religieusement de Pugey qui possédait une église et un prêtre à demeure. Il faut attendre le XVIIIe siècle pour que l'Archevêque du diocèse de Besançon autorise les villageois à y construire une modeste chapelle, la chapelle de tolérance Saint André (du nom du saint patron de Pugey) pour y célébrer les mariages, les enterrements ou encore les baptêmes.
Situé sur la route royale 83 reliant Strasbourg à Lyon  via Besançon  et Quingey, le village-bas possédait un relais de diligence qui selon les époques fut plus ou moins sûr et qui devint dans les années 1950 un dancing avant de se convertir en maison d'habitation. À signaler les lieux-dits, « le Comice »  et « la Grange rouge », situés à deux km au sud et dépendant de Busy. L'espace entre ces deux parties habitées était occupé par des pâturages plantés de cerisiers. En 1839, la route royale fut rectifiée entre Besançon et Quingey ; elle abandonna le tracé par la Maltournée et Busy pour celui que nous connaissons aujourd'hui (N.83), qui passe toujours par le village-bas.
Au début du XXe siècle, on construisit une ligne à voie métrique reliant Besançon  à Amathay-Vésigneux puis Pontarlier, ligne passant majoritairement  en site propre après avoir emprunté la N.83 (montée du Comice) entre Beure et Larnod-gare. La ligne fonctionna de 1910 à 1951.
Cette ligne passait par le village-bas et permit à cette partie de la commune de se développer, avec construction d'une petite gare en brique portant le nom de Busy-Larnod, et aménagement d'un café restaurant à l'emplacement de relais de diligence.
De plus, une entreprise de travaux publics s'installa dans cette partie du village après la Seconde Guerre mondiale, profitant du tracé de la route de Lyon et permit grâce aux emplois créés de doubler la population en un minimum de temps, permettant de construire un groupe scolaire important, et de dynamiser le village entier. L'essor de cette entreprise s'arrêta dans les années 1980 et elle fut reprise par le développement de l'agglomération bisontine qui dota le village de lotissements et vu se rejoindre les deux parties du village par les constructions pavillonnaires.
Aujourd'hui le village compte donc environ 650 habitants, qui pour la plupart travaillent à Besançon, rendant le village un peu désert en journée.
Quelques artisans s'y sont installés mais le village souffre encore beaucoup de cette bipolarisation encore accentuée par le fait que la route nationale traverse l'ancien Comice, ne permettant pas un esprit villageois dans cette partie basse.

## Politique et administration
| Période                                  | Période                   | Identité                                     | Étiquette | Qualité         |
| ---------------------------------------- | ------------------------- | -------------------------------------------- | --------- | --------------- |
| avant 1988                               | ?                         | Maurice Foltzer                              |           |                 |
| 2001                                     | 2014                      | Gisèle Ardiet                                |           | Cadre infirmier |
| 2014                                     | En cours (au 31 mai 2020) | Hugues Trudet Réélu pour le mandat 2020-2026 | SE        | Fonctionnaire   |
| Les données manquantes sont à compléter. |                           |                                              |           |                 |

## Démographie
L'évolution du nombre d'habitants est connue à travers les recensements de la population effectués dans la commune depuis 1793. Pour les communes de moins de 10 000 habitants, une enquête de recensement portant sur toute la population est réalisée tous les cinq ans, les populations de référence des années intermédiaires étant quant à elles estimées par interpolation ou extrapolation. Pour la commune, le premier recensement exhaustif entrant dans le cadre du nouveau dispositif a été réalisé en 2008.

En 2022, la commune comptait 784 habitants, en évolution de +1,55 % par rapport à 2016 (Doubs : +1,88 %, France hors Mayotte : +2,11 %).
| 1793 | 1800 | 1806 | 1821 | 1831 | 1836 | 1841 | 1846 | 1851 |
| ---- | ---- | ---- | ---- | ---- | ---- | ---- | ---- | ---- |
| 174  | 163  | 174  | 155  | 156  | 168  | 181  | 158  | 174  |

| 1856 | 1861 | 1866 | 1872 | 1876 | 1881 | 1886 | 1891 | 1896 |
| ---- | ---- | ---- | ---- | ---- | ---- | ---- | ---- | ---- |
| 150  | 147  | 149  | 135  | 131  | 145  | 161  | 180  | 157  |

| 1901 | 1906 | 1911 | 1921 | 1926 | 1931 | 1936 | 1946 | 1954 |
| ---- | ---- | ---- | ---- | ---- | ---- | ---- | ---- | ---- |
| 138  | 129  | 122  | 111  | 111  | 98   | 94   | 102  | 112  |

| 1962 | 1968 | 1975 | 1982 | 1990 | 1999 | 2006 | 2008 | 2013 |
| ---- | ---- | ---- | ---- | ---- | ---- | ---- | ---- | ---- |
| 179  | 216  | 306  | 514  | 649  | 647  | 597  | 583  | 718  |

| 2018 | 2022 | - | - | - | - | - | - | - |
| ---- | ---- | - | - | - | - | - | - | - |
| 773  | 784  | - | - | - | - | - | - | - |

## Lieux et monuments
- Le monument aux morts[21], sur l'esplanade Marthe Dagot[22], derrière la chapelle au centre du village, porte treize noms, neuf de la guerre 1914-1918 et quatre de la guerre 1939-1945. Une stèle rend hommage aux trente-et-un membres du groupe Guy Mocquet ;

- Le lavoir-abreuvoir avec son bassin en demi-cercle ;

- Un arboretum, près des terrains de sport ; il porte le nom de Marcel Reddet, l'un des 16 fusillés du groupe Guy Mocquet ;

- Situés sur la commune d'Avanne-Aveney, mais accessibles depuis Larnod :
  - la stèle dite « monument de Valmy » porte les noms des vingt membres des groupes Guy Mocquet et Marius Vallet qui sont morts pour la France : seize ont été fusillés le 26 septembre 1943 et cinq sont morts en déportation ;
  - La roche trouée, arche de gélifraction appelée précédemment grotte Martelin[Note 4].

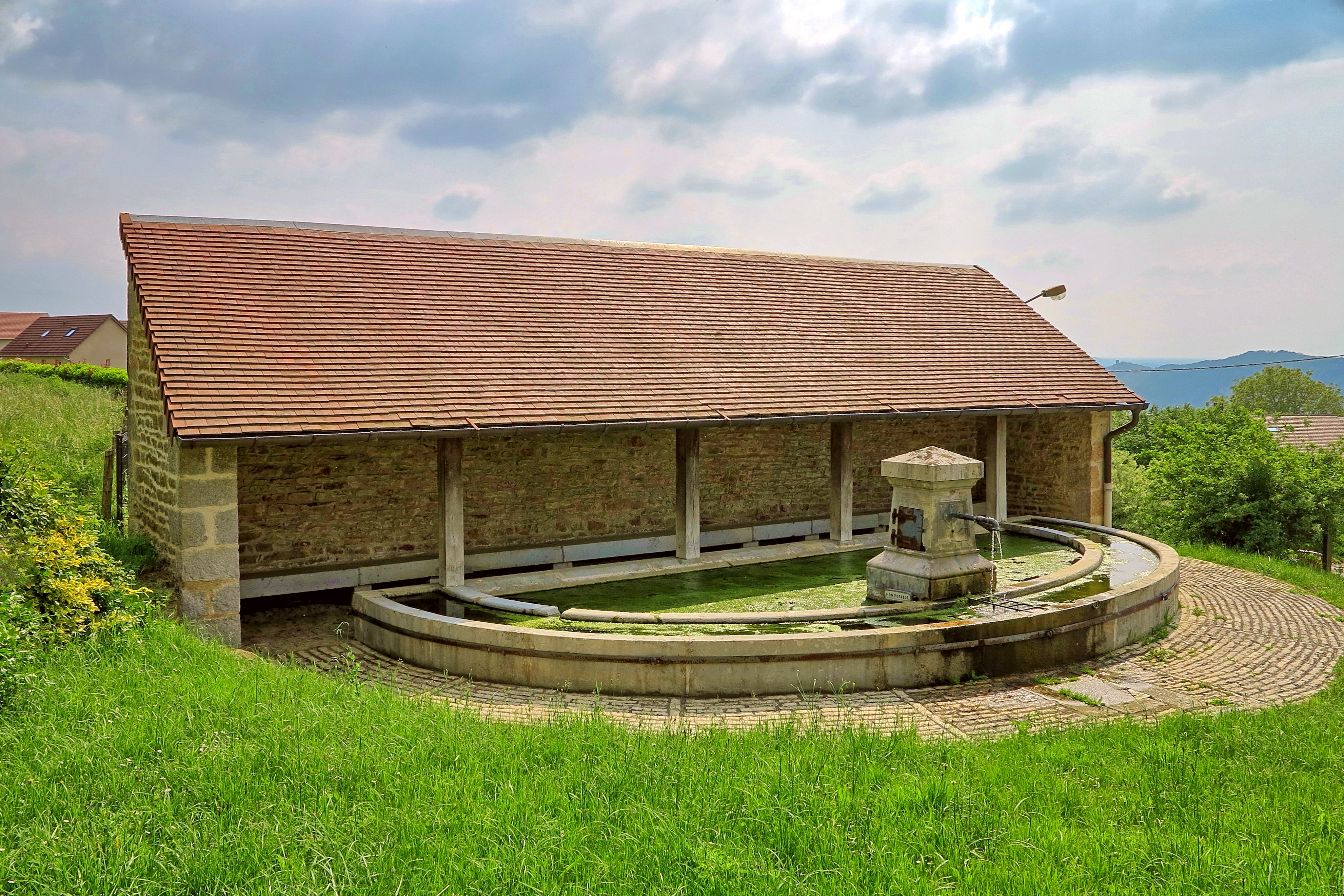
Le lavoir-abreuvoir.
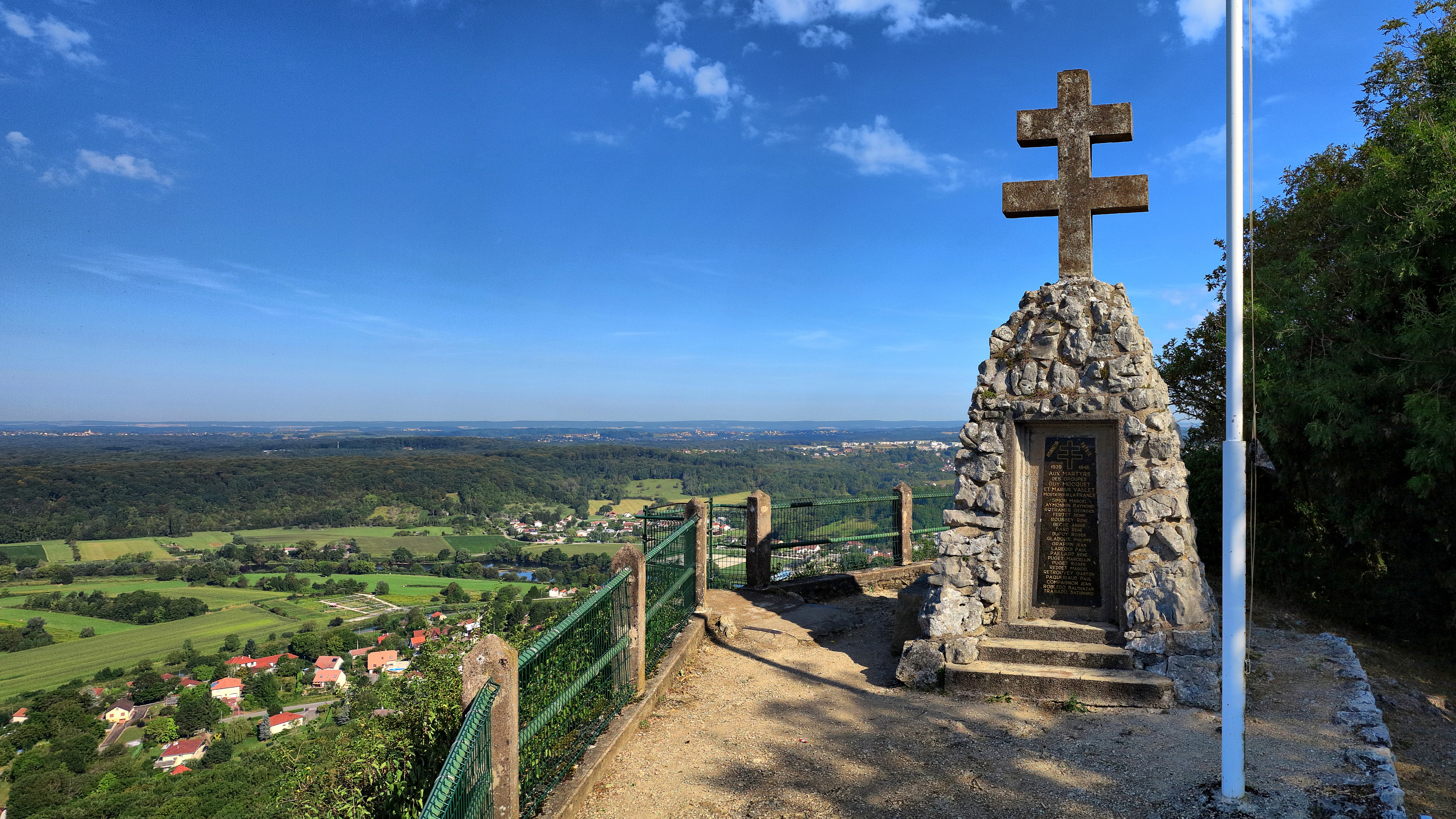
Mémorial du rocher de Valmy.
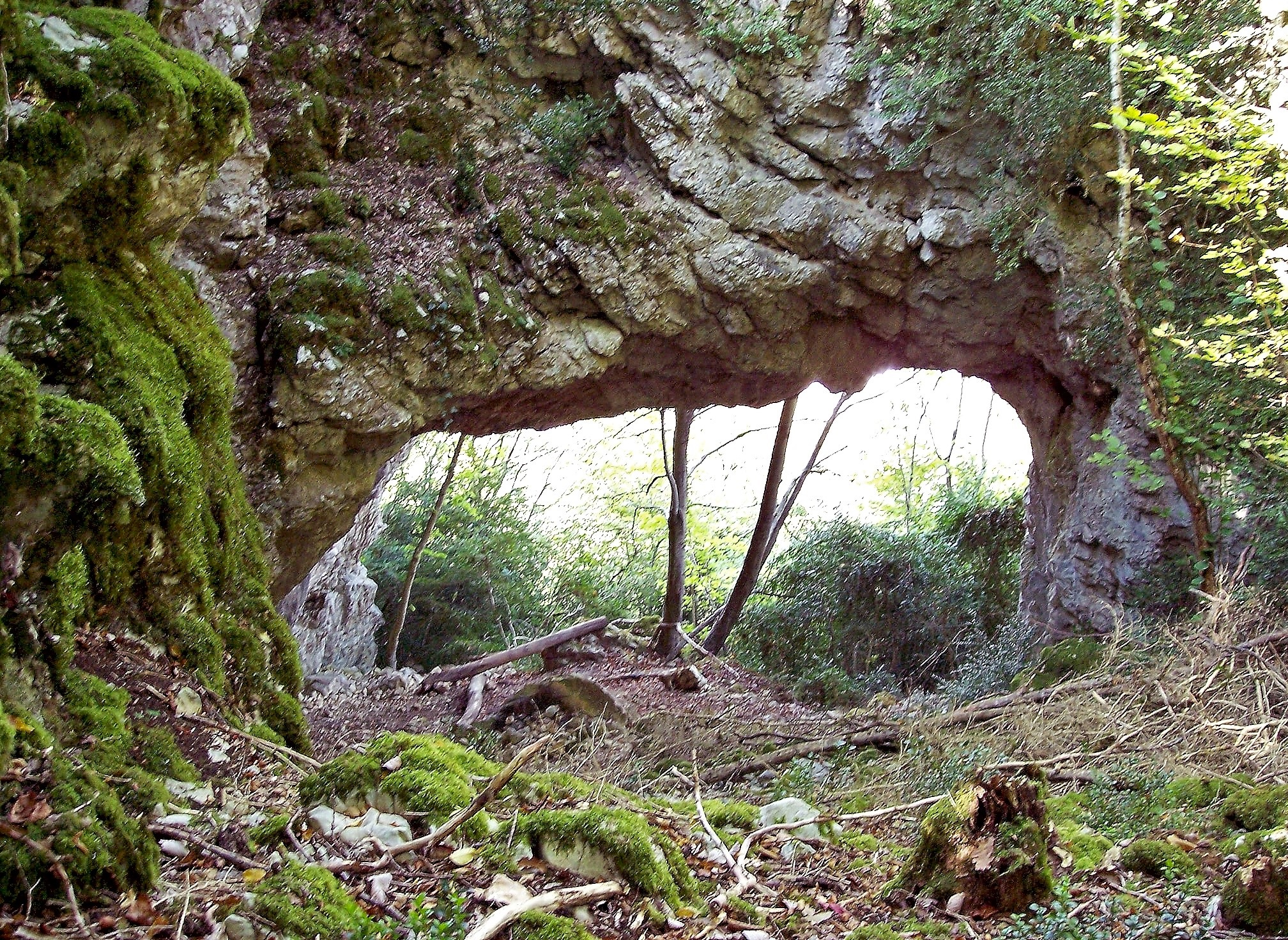
Roche trouée.

## Infrastructures
- « Le Cylindre », une salle de concerts.

## Personnalités liées à la commune
Treize des trente et un membres du groupe de résistance FTP « Guy Mocquet » habitaient Larnod dont leur chef de détachement Marcel Simon et Raymond Tourrain qui fut par la suite conseiller général et député du Doubs.

### Images

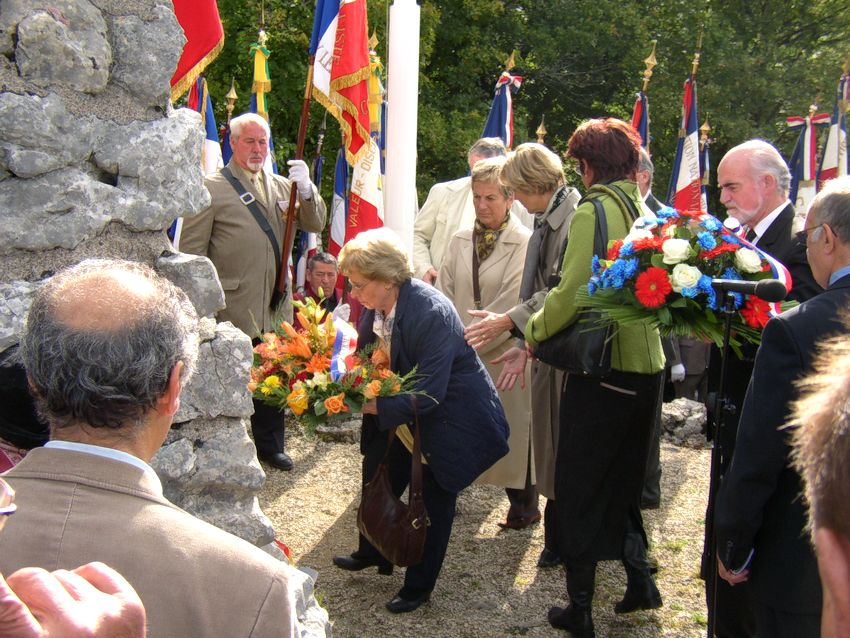
Cérémonie à la stèle de Valmy.
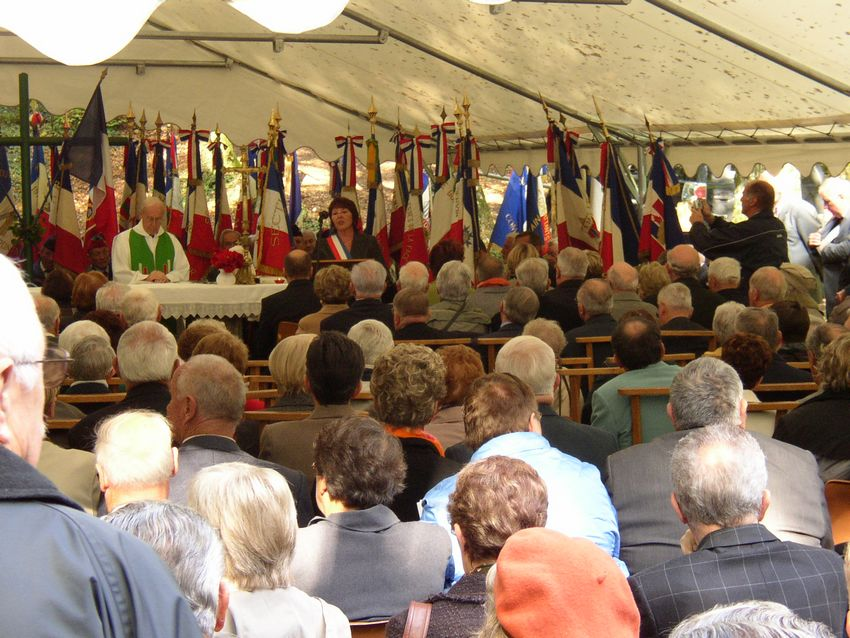
Messe à Valmy.
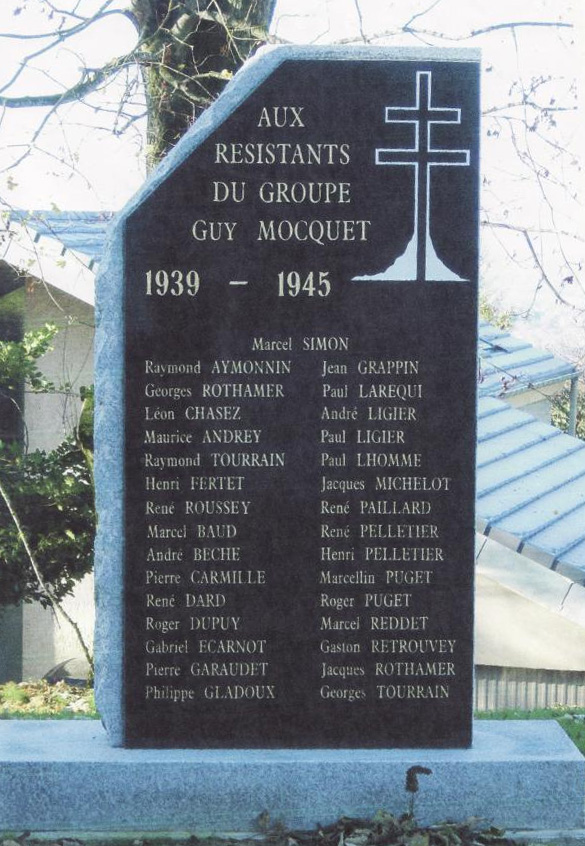
Stèle du groupe Guy Mocquet au village.
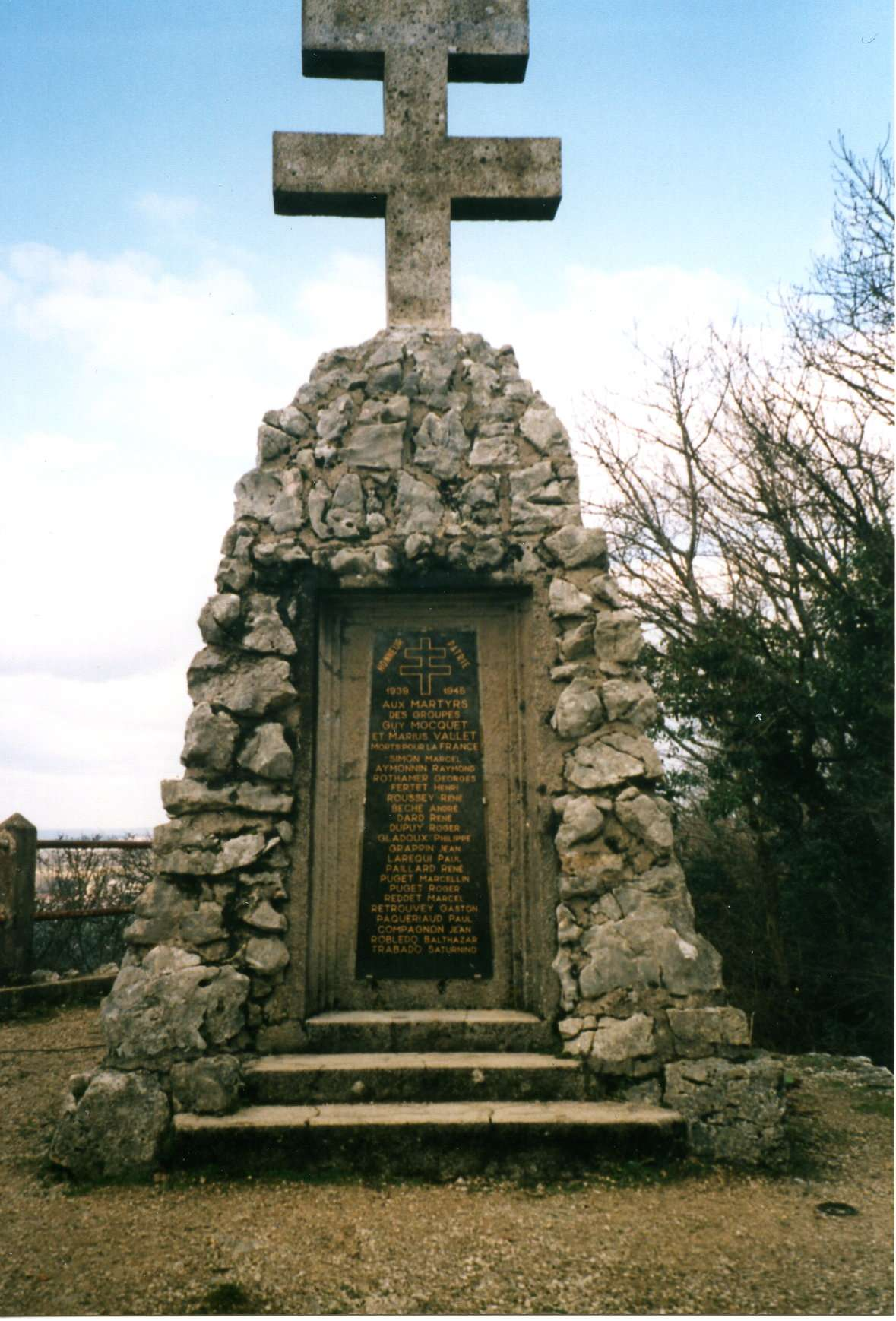
Stèle des fusillés de la citadelle à Valmy.